# Pyin U Lwin (dystrykt)
Dystrykt Pyin U Lwin – dystrykt prowincji Mandalaj w środkowej Mjanmie.

## Okręgi miejskie
Dystrykt składa się z 5 następujących okręgów miejskich:
- Madaya
- Mogok
- Pyinoolwin
- Singu
- Thabeikkyin